# Boris Georgijewitsch Menschagin
Boris Georgijewitsch Menschagin (russisch Борис Георгиевич Меньшагин; * 26. Apriljul. / 9. Mai 1902greg. in Rostow am Don; † 25. Mai 1984 in Kirowsk) war ein russischer Jurist und Offizier.

## Leben
Menschagin besuchte das Gymnasium in Smolensk. 1919 meldete er sich freiwillig zur Roten Armee. Doch schied er 1927 aus der Armee aus, weil er nach wie vor der russisch-orthodoxen Kirche angehörte.
Dennoch wurde er zum Studium der Rechtswissenschaften in Moskau zugelassen. Während der stalinschen Säuberungen war er Strafverteidiger. Ende der 1930er Jahre arbeitete er zunächst als Anwalt für Zivilprozesse, dann in der Rechtsabteilung der staatlichen Autowerkstätten in Smolensk.
Nach der Besetzung seiner Heimatstadt Smolensk wurde er im September 1941 von der deutschen Zivilverwaltung als Bürgermeister eingesetzt. Ihm unterstanden 250 russische Mitarbeiter der Stadtverwaltung. Russischen Historikern zufolge waren seine Beziehungen zu den deutschen Besatzern gespannt. Grund dafür war in erster Linie das Lager Nr. 126 für kriegsgefangene Rotarmisten auf dem Stadtgebiet, da diese nur unzureichend versorgt wurden. Die Zahl der Verhungerten oder an Seuchen gestorbenen Insassen des Lagers wird auf rund 60.000 geschätzt. Mit Erfolg setzte sich Menschagin für die Wiedereröffnung der Kathedrale von Smolensk sowie anderer Kirchen ein.
1943 trat er dem Smolensker Komitee und im Range eines Majors der Russischen Befreiungsarmee (ROA) von Andrei Wlassow bei, die für den Kampf auf deutscher Seite gegen die Rote Armee vorgesehen war. Menschagin unterzeichnete einen Aufruf Wlassows zum Sturz Stalins. Nach dem Rückzug der Wehrmacht aus dem Smolensker Gebiet wurde er für kurze Zeit Bürgermeister der Stadt Bobrujsk.
Mit seiner Einheit gelangten Menschagin und seine Familie bis ins tschechische Karlsbad, das kurz vor der deutschen Kapitulation im Mai 1945 die US-Armee befreite. Die Amerikaner internierten ihn und die anderen Soldaten der Wlassow-Armee. Während dieser Zeit zogen sich die US-Einheiten zurück und überließen Karlsbad vereinbarungsgemäß der Roten Armee. Menschagin erhielt die – nicht zutreffende – Nachricht, dass seine Frau von der sowjetischen Geheimpolizei (NKGB) verhaftet worden sei. Um ihr Verhöre und Folter zu ersparen, stellte er sich den sowjetischen Behörden. Er wurde unverzüglich in die Geheimdienstzentrale Lubjanka nach Moskau gebracht.
Seiner Frau und den Kindern gelang die Flucht nach Bayern. Sie fanden Asyl in den USA.
In einem Geheimverfahren wurde Menschagin in Moskau wegen Kollaboration mit den deutschen Besatzern zu 25 Jahren Gefängnis verurteilt. Er verbrachte 19 Jahre in Einzelhaft ohne Recht auf Besuche und Korrespondenz, überwiegend im Gefängnis von Wladimir östlich von Moskau. Nach seiner Entlassung bekam er ein abgelegenes Dorf im Bezirk Archangelsk am Weißen Meer als Wohnsitz zugewiesen. Dort diktierte er einem Bekannten seine Erinnerungen auf Tonband, die Aufzeichnungen wurden außer Landes geschmuggelt.
Menschagin starb 1984 in der Verbannung. Vier Jahre nach seinem Tod erschienen seine Erinnerungen in einem russischen Emigrantenverlag in Paris.

## Rolle im Massaker von Katyn
Als Bürgermeister von Smolensk besichtigte Menschagin an der Spitze einer großen Gruppe Einheimischer im April 1943 die im Auftrag der Wehrmacht freigelegten Massengräber im Wald von Katyn. Den deutschen Besatzern gab er zu Protokoll, dass er an der Täterschaft des sowjetischen NKWD keine Zweifel habe.
Vor der sowjetischen Kommission zur Untersuchung des Massakers von Katyn unter Leitung des Medizinprofessors Nikolai Burdenko erklärte der von den Deutschen zum Vizebürgermeister von Smolensk bestallte Astronomieprofessor Boris Basilewski allerdings, dass Menschagin ihm gegenüber von einem Befehl aus Berlin zur Exekution der polnischen Offiziere berichtet habe. Auch wurde vom NKGB unter Leitung Wsewolod Merkulows ein Tagebuch Menschagins gefälscht. Es wurde als angebliches Beweismaterial im Januar 1944 Journalisten aus den USA und Großbritannien präsentiert.
Im Frühjahr 1946 versuchte der NKGB unter Leitung Merkulows, Menschagin mit Folter und Drohungen als Zeugen der sowjetischen Anklage für den Nürnberger Prozess gegen die Hauptkriegsverbrecher zu präparieren. Doch ließ sich Menschagin nicht brechen. So wurde erneut Basilewski als Zeuge für Nürnberg benannt. Er wiederholt dort seine Aussagen, die er vor der Burdenko-Kommission gemacht hatte. Wie aus Dokumenten im US-amerikanischen Nationalarchiv NARA hervorgeht, vermuteten Experten des US-amerikanischen Militärgeheimdienstes CIC, die 1948 Befragungen zum Massaker von Katyn durchführten, nach der Auswertung der Aussagen Basilewskis in Nürnberg, dass Menschagin eine fiktive Persönlichkeit sei.
In seinen posthum erschienenen Memoiren widersprach Menschagin den Ausführungen Basilewskis zu Katyn. Vielmehr beschuldigte er darin das NKWD der Täterschaft.